# Alpha Mission II
Alpha Mission II (también conocido como ASO II: Last Guardian en Japón) es un matamarcianos de desplazamiento vertical lanzado por SNK en 1991 para Neo Geo. Más tarde fue lanzado para Neo Geo CD en 1994 y para la PlayStation Portable en 2010.
El jugador controla una nave espacial de combate (Armored Scrum Object) y puede disparar a los enemigos en el aire, los enemigos con bombas en el suelo, recoger power-ups , y derrotar a los jefes para avanzar niveles.

## Jugabilidad
Los controles del juego para 2 o 3 botones que se utilizan en función del modo de transporte seleccionado. Los buques de armamentos consisten en tomas de aire a aire láser, misiles aire-tierra y cualesquiera armas de energía el jugador recoge. El láser y misiles pueden actualizarse hasta cuatro veces por la recogida de los power-ups de aviones no tripulados que se disparan. Armas de energía están disponibles después de los jugadores recoge tres piezas del mismo tipo de armadura o se pueden comprar con créditos adquiridos después de cada etapa. Las armas tienen un poder limitado indicado en un contador de energía. El uso de las armas o conseguir la nave dañada disminuye la energía. La energía se puede recargar por E power-ups. Una vez que la energía que expire la nave regresa al modo normal. Dependiendo de qué modo se ha seleccionado varía si Botón C o B activa las armas de energía.
Varios elementos ocultos pueden hacer ciertas cosas como un elemento R puede poner la lanzadera en reversa para una cierta distancia. El servicio de transporte es destruido por un disparo o ejecutando en una unidad enemiga o peligro. A menos que el jugador recoge suficientes K potenciadores de antemano, los misiles y disparos de láser se perderán a potencia mínima cuando el jugador pierde una vida.
Hay siete etapas en el juego, con la última consta de un solo jefe de batalla. El jugador tiene que luchar a través de ellos para evitar peligros, además. Mediados de jefes aparecen muy de vez en cuando en el juego. Cuando el jugador se encuentra con un jefe intermedio o en fase terminal jefe, el jugador debe destruir los puntos débiles y las diversas partes del jefe para destruirlo.